# 加拉帕戈島斯氏脂䲁
加拉帕戈島斯氏脂䲁（學名：Starksia galapagensis），為輻鰭魚綱䲁形目脂䲁科斯氏脂䲁屬的一個種，被IUCN列為易危保育類動物，分布於東南太平洋加拉巴哥群島海域，深度3至25公尺，本魚體長，扁平，頭鈍，頜齒圓錐形、彎曲且尖銳，口頂前側及兩側有齒，鼻孔、眼上方及頸背兩側各有一條短、細長、不分支的捲鬚，體淡黃色至紅褐色，側面有分散的白色斑點，身體背部有8-9個深色鞍狀條紋，向下延伸為條紋，身體後半部側面中間上方有4個小黑點，嘴唇有一對深色垂直條紋，頭部兩側有白色斑點，背鰭基部有黑點，背鰭硬棘與鰭條之間有一條臀鰭條之間有缺口，雄魚第一臀棘長，與鰭其餘部分分離，背鰭硬棘20-22枚、背鰭軟條8-9枚、臀鰭硬棘2枚、臀鰭軟條16-19枚，體長可達4.5公分，棲息在海草生長的礁石區海域，生活習性不明。